# Fear
Fear – amerykański zespół punkrockowy, który obok takich grup jak Black Flag czy Circle Jerks miał duży wpływ na rozwój hardcore-punkowej sceny w Los Angeles. 

## Historia
Został utworzony w 1977 w Los Angeles przez wokalistę Lee Vinga, basistę Derfa Scratcha, perkusistę Johnny'ego Backbeata i gitarzystę Philo Cramera. W 1978 dołączył na krótko drugi gitarzysta Burt Good, po odejściu którego Ving przejął dodatkową funkcję gitarzysty. W tym samym roku Backbeata zastąpił Spit Stix. W tak uformowanym składzie Fear nagrali debiutanckiego singla "I Love Livin' in the City", pozostając w następnych latach bez kontraktu płytowego.
W 1980 zespół został zaprezentowany w filmie dokumentującym początki sceny punkrockowej w Los Angeles: The Decline of Western Civilization (reż. Penelope Spheeris; 1981). Duży rozgłos w USA przyniósł im występ w programie "Saturday Night Live" (w Halloween 1981), którego gospodarzem był Donald Pleasence. Grupa trafiła tam dzięki Johnowi Belushi'emu, który był jej fanem. Podczas emisji muzycy wykonywali niepoprawne politycznie piosenki, w których dużo było zawartych wulgarnych słów, a także prowokowali widzów stwierdzeniami typu: że to dla nich wielki zaszczyt wystąpić w New Jersey (pokaz był w Nowym Jorku). Studio telewizyjne uległo uszkodzeniu – głównie za sprawą żywiołowej reakcji części publiczności, która wskakiwała na scenę i tańczyła na niej.
W 1982 po podpisaniu kontraktu z wytwórnią Slash Records został wydany debiutancki album The Record. Po nagraniu płyty Scratch odszedł z zespołu i został zastąpiony przez Erica "Kitabu" Feldmana. Z Feldmanem Fear zrealizował drugiego singla "Fuck Christmas". Pod koniec roku Feldmana wymienił Flea (wówczas przyszły muzyk Red Hot Chili Peppers), który pozostał w grupie do 1984, kiedy na jego miejsce przyszedł Lorenzo Buhne (z The Dickies). W 1983 muzycy zrobili sobie wolne i zajęli się projektami pobocznymi: Ving wystąpił jako aktor w kilku filmach m.in. Flashdance i Ulice w ogniu, Stix udał się do Europy, gdzie dołączył do zespołu Niny Hagen, a Cramer utworzył M'Butu Ngawa. 
W 1985 grupa chwilowo zeszła się by nagrać kolejny album More Beer. W 1987 działalność Fear ustała zupełnie.
W 1991 Ving, Cramer i Stix oraz nowy basista Will "Sluggo" McGregor reaktywowali zespół i zaczęli grać koncerty. W tym samym roku została wydana płyta Live...For the Record nagrana podczas jednego z występów w 1985. Ten etap skończył się w 1993, kiedy Cramer i Stix odeszli.
Ving kontynuował granie z utworzonym przez siebie zespołem Lee Ving's Army w skład którego oprócz niego wchodzili: gitarzysta Sean Cruse, były basista Franka Zappy Scott Thunes oraz perkusista Andrew Jaimez. Grupa ta stała się wkrótce nowym wcieleniem Fear, który nagrał kolejny album Have Another Beer with FEAR. Równolegle Ving z Dave'em Mustainem z Megadeth tworzył w tym okresie projekt MD.45.
W następnych latach w składzie Fear pojawił się Mondo Lopez (zastępując Kelly'ego LeMieuxa z MD.45, który w 1997 wymienił Thunesa) oraz gitarzysta Richard Presley. Z nimi Ving zrealizował w 2000 następną płytę American Beer.
W 2003 piosenka "I Love Livin' in the City" została wykorzystana w grze video Tony Hawk's Underground 2.
28 lipca 2010 zmarł Derf Scratch
W 2012 Lee Ving wraz z Jaimezem i gitarzystą Deve'em Starkiem i basistą Paulem Lermą nagrał ponownie materiał z debiutanckiego albumu, który został wydany na płycie The Fear Record.

## Muzycy
Obecni członkowie
- Lee Ving – śpiew, gitara (1977-1987; 1991-1993; od 1995)
- Andrew Jamiez – perkusja (od 1993)
- Paul Lerma – gitara basowa, śpiew (od 2010)
- Dave Stark – gitara, śpiew (od 2011)

Byli członkowie
- Derf Scratch – gitara basowa (1977-1982)
- Burt Good – gitara (1978)
- Johnny Backbeat – perkusja (1977)
- Philo Cramer – gitara (1978-1993)
- Spit Stix – perkusja (1978-1993)
- Eric Feldman – gitara basowa (1982)
- Flea – gitara basowa (1982-1984)
- Lorenzo Buhne – gitara basowa (1984-1988)
- Will McGregor – gitara basowa (1991-1993)
- Scott Thunes – gitara basowa (1993-1995)
- Kelly LeMieux – gitara basowa (1995-1997)
- Mando Lopez – gitara basowa (1997-2008)
- Sean Cruse – gitara (1995-1999)
- Richard Presley – gitara (1999-2005)
- Derol Caraco – gitara (2005-2009)
- Sam Bolle – gitara basowa (2008-2009)
- Lawrence Arrieta – gitara (2010)

## Dyskografia

### Albumy
- The Record (1982)
- More Beer (1985)
- Live...For the Record (1991)
- Have Another Beer with FEAR (1995)
- American Beer (2000)
- The Fear Record (2012)

### Single
- "I Love Livin' in the City" (1978)
- "Fuck Christmas" (1982)

### Kompilacje różnych wykonawców
- The Decline of Western Civilization Soundtrack (1981) – utwory: "I Don't Care About You", "I Love Livin' in the City" i "Anthem"